# Ray Parks
Ray Parks (* 6. Oktober 1932) ist ein US-amerikanischer Country- und Rockabilly-Musiker.
Ray Parks sollte nicht mit einem Vokalisten der Rock-’n’-Roll-Gruppe The Canucks verwechselt werden, der Ray Park hieß.

## Leben
Parks war in den 1950er-Jahren regelmäßig über den Sender KGDM aus Stockton, Kalifornien, im Radio zu hören. Zudem erhielt er einen Plattenvertrag bei Capitol Records, dem führenden Label an der Westküste. Obwohl seine nasale Stimme mehr für Country gemacht war, veröffentlichte er im November 1956 You’re Gonna Have To Bawl, That’s All. Mit einem perkussiven Slapbass und Gitarrenriffs von professionellen Studiomusikern tendierte es mehr zum Rockabilly als zur traditionellen Country-Musik.

## Diskografie
| Jahr | Titel                                                         | Plattenfirma  |
| ---- | ------------------------------------------------------------- | ------------- |
| 1956 | You’re Gonna Have To Bawl, That’s All / Just a Hangin’ Around | Capitol F3580 |